# Donald Campbell (sportif)
Pour les articles homonymes, voir Donald Campbell et Campbell.
Donald Malcolm Campbell (23 mars 1921 - 4 janvier 1967) est un pilote britannique qui a battu huit records du monde de vitesse sur l'eau et sur terre durant les années 1950 et 1960. Il reste la seule personne à avoir battu un record de vitesse sur les deux surfaces dans la même année (1964).

## Biographie
Il est né à Canbury House, Kingston upon Thames, dans le Surrey,. Il est le fils de Malcolm Campbell (plus tard Sir), titulaire de treize records du monde de vitesse dans les années 1920 et 1930 avec les célèbres Blue Bird, et de la seconde épouse de celui-ci, Dorothy Evelyn Whittall. Cet héritage a façonné le caractère de Donald Campbell et même sa vie.
Campbell fréquenta St Peter's School, Seaford et Uppingham School. Au début de la Seconde Guerre mondiale, il s'est porté volontaire pour la Royal Air Force, mais a été incapable de servir en raison d'un cas de fièvre rhumatismale. Il a rejoint Briggs Motor Bodies Ltd à West Thurrock, où il est devenu un ingénieur en maintenance. Par la suite, il était l’associé d'une petite société d'ingénierie appelée Kine Engineering, spécialisée en production de machines-outils. Après la mort de son père le 31 décembre 1948 et aidé par le mécanicien en chef de Malcolm, Léo Villa, le jeune Campbell s'est efforcé d'établir des records de vitesse d'abord sur l'eau, puis sur terre.
Il s'est marié trois fois : à Daphne Harvey en 1945, donnant naissance à une fille Georgina (Gina) Campbell, née le 19 septembre 1946 ; à Dorothy McKegg en 1952 ; et à Tonia Bern en décembre 1958, qui resta sa femme jusqu'à sa mort en 1967.
En dépit d'être un ingénieur qualifié, un homme d'affaires prospère, un recordman multiple et un défenseur très efficace de sa propre cause, Campbell était un homme inquiet et semblait conduit à imiter, voire surpasser, les réalisations de son père. Il était généralement léger et optimiste dans ses perspectives, au moins jusqu'à son accident en 1960 à Bonneville. Derrière la façade publique de roi de la vitesse, il était un personnage complexe - fier et vulnérable, de plus en plus inquiet de sa place dans le monde. Il s'était effectivement donné une tâche impossible. Campbell était un grand patriote. Il considérait que ses réalisations n'étaient pas pour lui, mais pour le plus grand bien de la Grande-Bretagne.

## Les records de vitesse sur l'eau
Campbell a commencé ses tentatives de record de vitesse durant l'été 1949 avec le vieux bateau de son père, le Blue Bird K4. Ses premières tentatives de l'été ont été infructueuses, mais il ne fut pas loin de relever le record de son père. L'équipe est retournée à Coniston Water dans le Lancashire en 1950 pour d'autres essais. C'est alors qu'il apprit que l'Américain Stanley Sayers avait relevé le record de 227 km/h à 260 km/h, rendant le K4 obsolète sans modification substantielle. Durant l'hiver 1950-1951, le Bluebird K4 a été modifié pour en faire un «prop-rider» par opposition à l'hélice immergée originale. La traînée hydrodynamique fut considérablement réduite comme le troisième sponson (flotteur) était alors le moyeu de l'hélice, ce qui signifie qu'une des deux pales de l'hélice était toujours hors de l'eau à grande vitesse. Le véhicule arborait maintenant deux places dans le cockpit, la deuxième étant pour Léo Villa. Le Bluebird K4 avait maintenant une chance de dépasser Sayers et également de connaître le succès en compétition en remportant la Coupe Oltranza en Italie au printemps de cette année. De retour à Coniston en septembre, ils ont finalement obtenu du Bluebird une vitesse de 273 km/h après plusieurs essais, mais le véhicule souffrit d'une défaillance structurelle à 270 km/h ce qui détruisit le bateau.
Sayers a battu le record l'année suivante à 286 km/h avec le Slo-Mo-Shun IV. Avec Donald Campbell, la Grande-Bretagne avait un autre candidat potentiel pour battre les records sur l'eau : John Cobb. Il avait construit à cet effet le premier hydroplane turbo-jet du monde, le Crusader, avec une vitesse cible de plus de 320 km/h, et a commencé des essais sur le Loch Ness à l'automne 1952. Cobb a été tué plus tard dans l'année quand le Crusader se brisa lors d'une tentative de record. Campbell a été dévasté par la perte de Cobb, mais sa détermination perdura, et il se résolut à construire un nouveau bateau Bluebird qui apporterait le record à la Grande-Bretagne.
Au début de l'année 1953, Campbell a commencé le développement de son propre hydroplane propulsé par un réacteur: le Bluebird K7 afin de battre le record maintenant détenu par l'hydroplane américain Slo-Mo-Shun IV. Conçu par Ken et Lew Norris, le K7 avait une charpente d'acier, un corps en aluminium, trois sponsons (patins flotteurs) avec un turboréacteur à écoulement axial : le Metropolitan-Vickers Beryl produisant 16 kN de poussée. Comme Slo-Mo-Shun, mais contrairement au Crusader de Cobb, deux des trois sponsons sont placés à l'avant, sur flotteurs stabilisateurs et un à l'arrière, en fourchette à cornichon, ce qui incite à la comparaison du Bluebird à un homard bleu. Le K7 était de conception et de construction très avancée, et son châssis en acier ultra rigide pouvait résister à 25 g (dépassant les avions à réaction militaires). Il a une vitesse de 400 km/h et est resté le seul jet-boat compétitif jusqu'à la fin des années 1960.
La désignation « K7 » est dérivée de son enregistrement dans la catégorie illimité de Lloyd. Le nom K7 figure sur une cocarde blanche visible sur chaque flotteur, sous le symbole de l'infini. Le Bluebird K7 était le septième bateau enregistré auprès de la Lloyds dans la série « Unlimited ».
Campbell a battu sept records du monde de vitesse sur l'eau grâce au K7 entre juillet 1955 et décembre 1964. Le premier de ces records a été fixé à Ullswater le 23 juillet 1955, où il a atteint une vitesse de 325,60 km/h, mais seulement après plusieurs mois d'essais et une refonte majeure des points de fixations des flotteurs. Campbell a réalisé une série de records pendant le reste de la décennie, en commençant par un record à 348 km/h en 1955 sur le lac Mead dans le Nevada. Par la suite, quatre nouveaux records ont été enregistrées à Coniston Water, où Campbell et son Bluebird se donnaient rendez-vous annuellement dans la deuxième moitié des années cinquante, profitant du parrainage de la compagnie pétrolière Mobil puis BP. Campbell a également effectué une tentative infructueuse en 1957 à Canandaigua dans l'état de New York. Celle-ci a échoué en raison d'une eau agitée. Le Bluebird K7 est devenu une attraction bien connue et populaire ainsi que ses apparitions annuelles à Coniston.
Afin de prendre plus de vitesse et de doter le bateau d'une plus grande stabilité à haute vitesse, à la fois en tangage et lacet, le K7 a été subtilement modifié dans la seconde moitié des années 1950 pour intégrer un profil plus efficace avec une verrière en plexiglas soufflé et des cannelures sur la partie inférieure de la coque principale. En 1958, une cale en forme de petite nageoire, abritant un parachute d'arrêt, un carénage des sponsons modifiés, qui a donné une réduction significative de la portance aérodynamique à l'avant, et un aileron de stabilisation hydrodynamique fixe, attaché à l'arrière pour faciliter la stabilité directionnelle et exercer un appui marginal sur le nez ont été incorporées dans la conception afin d'augmenter la sûreté de l'hydravion. Ainsi, il atteint 362 km/h en 1956, puis une vitesse de pointe sans précédent de 461,53 km/h a été réalisé sur un run, 385 km/h en 1957, 399 km/h en 1958 et 420 km/h en 1959.
Campbell a reçu le grade de CBE en janvier 1957 pour ses records de vitesse sur l'eau, et en particulier son record au lac Mead aux États-Unis. Un court métrage récompensé aux Oscars raconte ce record: Crashing the Water Barrier.
Le 4 janvier 1967, Campbell tenta de dépasser la barre symbolique des 300 mi/h (483 km/h) aux commandes de Bluebird K7 qui avait été équipé d'un réacteur plus puissant (un Bristol Siddeley Orpheus provenant d'un avion de chasse Folland Gnat, dont la dérive fut également installée sur le Bluebird). Après des essais longs et frustrants émaillés de soucis mécaniques et de passes de mauvaise météo les conditions étaient enfin favorables.
Bluebird K7 réalisa un passage record à plus de 300 mi/h mais pour l'homologation du record deux passages en sens contraire réalisés en moins d'une heure sur la zone du mile chronométré étaient obligatoires. Campbell aurait normalement dû se ravitailler en carburant à l'extrémité du lac (ce qui lestait l'embarcation dans la bonne assiette) et attendre que le clapot levé par son premier passage se soit amorti. Craignant une détérioration de la météo, Campbell effectua immédiatement demi-tour. Lorsqu'il recroisa son sillage sur le parcours retour, l'instabilité en tangage, aggravée par l'allégement du bateau, dégénéra en marsouinage, incontrôlable puis Bluebird décolla de l'eau, fit un looping et s'écrasa dans l'eau tuant instantanément Campbell qui était resté en contact radio avec Léo Villa jusqu'au crash fatal. Ses derniers mots furent « je pars ».

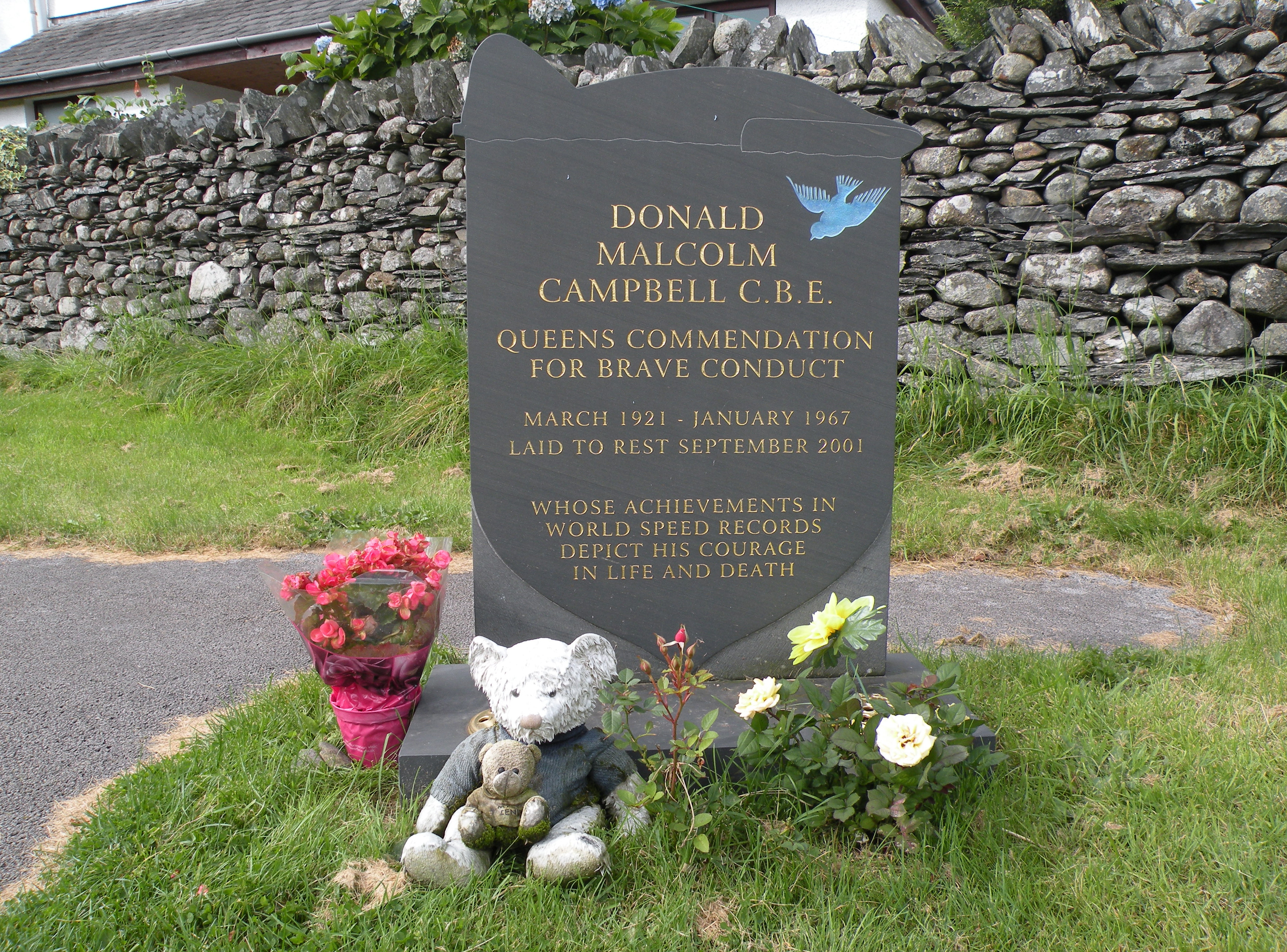
Pierre tombale de Donald Campbell, dans le cimetière de Coniston, en Angleterre

Le corps de Donald Campbell et l'épave du Bluebird ne purent être retrouvés malgré quinze jours de tentatives en plongée. Seul son ours en peluche fétiche Mister Woopy fut retrouvé à la surface de l'eau.
En 2001, une association (Bluebird Project) retrouva l'épave et la ramena à la surface pour en entreprendre la restauration la plus exacte et la plus minutieuse possible (le travail était toujours en cours en 2014).
Au cours des recherches de 2001, la dépouille mortelle de Campbell fut également repêchée, puis inhumée dans le cimetière de Coniston. Un documentaire de 1998, où Campbell est incarné par Anthony Hopkins, fut tourné par la télévision anglaise en incorporant des images d'archives du crash, filmé en direct en 1967 et le groupe pop Marillion y consacra une chanson titrée out of this world dont le clip reprend aussi les images BBC d'époque.

## Les records de vitesse sur terre

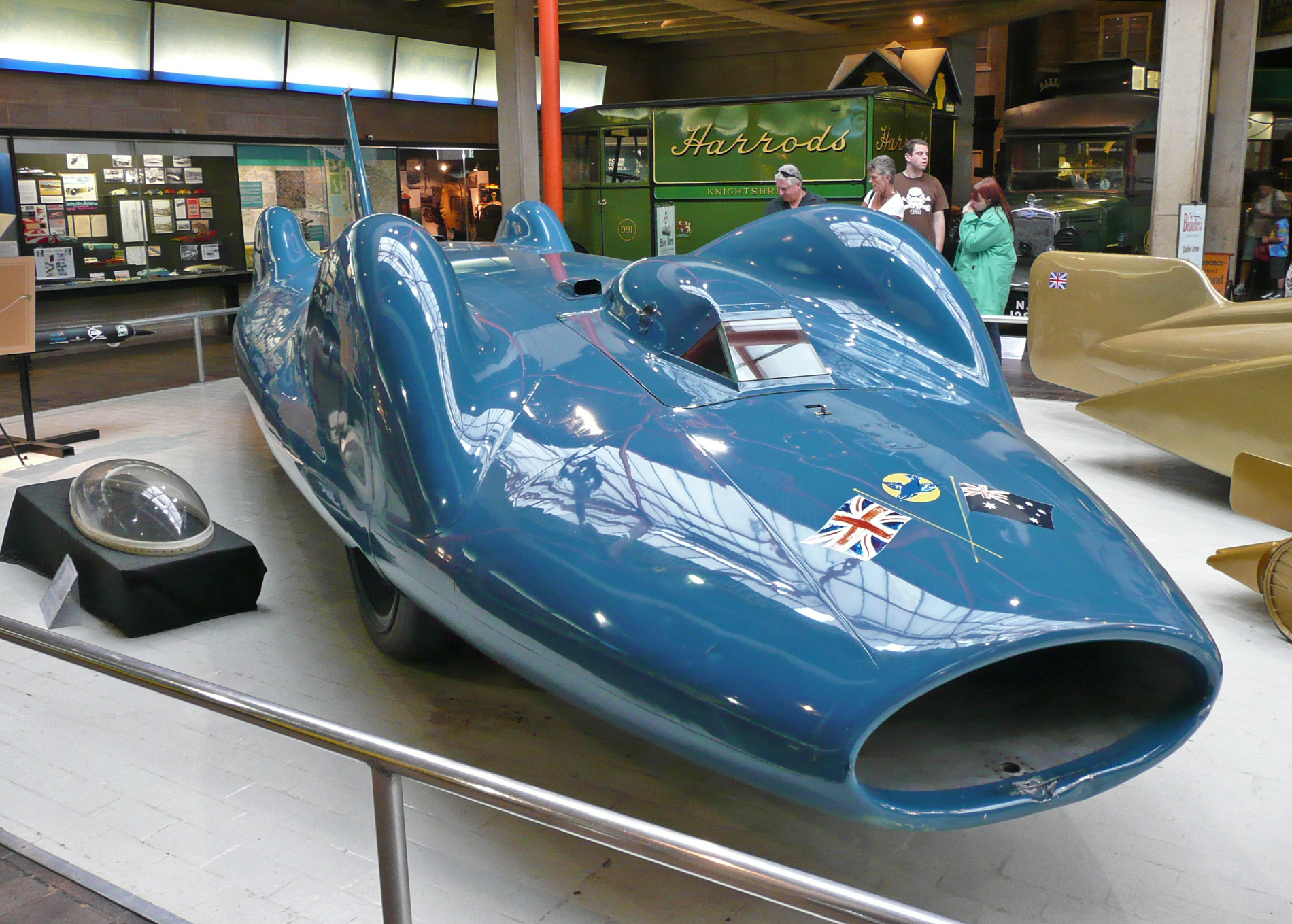
Le Bluebird CN7 dans sa forme finale, comme utilisé en 1962-1963 en Australie.

C'était après le succès au lac Mead en 1955 que l'ambition de Donald de détenir le record de vitesse terrestre est née. L'année suivante, la planification était en cours pour construire une voiture capable de battre le record de vitesse sur terre, qui s'élevait alors à 634 km/h et avait été établi par John Cobb en 1947. Les frères Norris conçurent la Bluebird-Proteus CN7 avec comme objectif une vitesse de 800 km/h. Les frères étaient encore plus enthousiastes au sujet de la voiture que du bateau et comme tous ses projets, Donald comptait sur la Bluebird CN7 pour être le meilleur de sa catégorie et une vitrine pour l'ingénierie britannique. L'industrie automobile britannique sous le couvert de Dunlop, BP, Smiths Industries et Lucas, ainsi que beaucoup d'autres, s'est beaucoup impliquée dans le projet de construire la voiture la plus rapide au monde. La CN7 était propulsée par un moteur à turbine libre Bristol Siddeley Proteus spécialement modifié de 4 450 ch (3 320 kW). La Bluebird CN7 a été terminée au printemps 1960.
À la suite de tests à basse vitesse effectuées à Goodwood, circuit de course automobile dans le Sussex, en juillet, la CN7 a été emmenée à Bonneville Salt Flats dans l'Utah, là où son père brisa le record quelque 25 ans plus tôt en septembre 1935. Les essais se sont bien passés d'abord, et divers ajustements ont ainsi été apportés à la voiture. À la sixième course de la CN7, Campbell perdit le contrôle à plus de 580 km/h et s'est écrasé. L'intégrité structurelle de la voiture lui a sauvé la vie. Il a été hospitalisé avec une fracture du crâne et un éclatement du tympan, ainsi que des coupures et des contusions mineures. La CN7 était détruite. Presque immédiatement, Campbell a annoncé qu'il était déterminé à continuer. Sir Alfred Owen, dont le groupe industriel Rubery Owen avait construit la CN7, offrit de la reconstruire pour lui.
Campbell a décidé de ne pas revenir en Utah pour les nouveaux essais. BP a proposé de trouver un autre lieu et finalement, après une longue recherche, le lac Eyre, en Australie, fut choisi. Il n'avait pas plu pendant neuf ans et le grand lit asséché du lac de sel offrit une piste de 20 miles (32 km). À l'été 1962 la Bluebird CN7 est reconstruite. C'est essentiellement la même voiture, mais avec l'addition d'un stabilisant en forme de grande nageoire caudale et une protection du cockpit en fibre de verre. À la fin de l'année 1962, la CN7 est expédiée en Australie, prête pour une nouvelle tentative. Les essais à basse vitesse venaient juste de commencer lorsque les pluies arrivèrent. La qualité de la piste était compromise et de nouvelles pluies s’annonçaient de sorte qu'à partir de ce moment-là jusqu'à mai 1963, le lac Eyre était inondé, ce qui provoqua l'arrêt des essais. Donald a été fortement critiqué dans la presse pour le gaspillage de temps et la mauvaise gestion du projet, malgré le fait qu'il ne pouvait guère être tenu responsable d'une météo sans précédent.
Pour aggraver les choses pour Campbell, l'Américain Craig Breedlove a conduit sa voiture-jet « Spirit of America » à une vitesse de 407,45 miles par heure (655,73 km/h) à Bonneville en juillet 1963, bien que la « voiture » ne fût pas conforme à la FIA (Fédération Internationale de l'Automobile), qui stipulait que le véhicule devait être entraîné par les roues et avoir un minimum de quatre roues. Cependant aux yeux du monde, Breedlove était maintenant l'homme le plus rapide sur terre.
Campbell est retourné en Australie au début du printemps 1964, mais la piste du lac Eyre a de nouveau manqué à sa promesse. BP se retira comme sponsor principal après une dispute, mais Campbell a réussi à obtenir le soutien de la compagnie pétrolière australienne Ampol.
La piste ne fut jamais correctement sèche et Campbell a été forcé de faire de son mieux dans ces conditions. Enfin, en juillet 1964, il a été en mesure d'atteindre des vitesses approchant le record. Le 17 de ce mois, il a profité d'une pause et a fait deux traversées courageuses le long de la piste raccourcie et encore humide, avant d'atteindre un nouveau record de 648,73 km/h. Campbell a été amèrement déçu que le véhicule ne fut pas conçu pour des vitesses beaucoup plus élevées. La CN7 a couvert le dernier tiers du mile à une moyenne de 690 km/h.
En 1969, sa veuve, Tonia Bern-Campbell a négocié un accord avec Lynn Garrison, président de Craig Breedlove and Associates, qui voyait Craig Breedlove piloter la Bluebird à Bonneville. L'accord a été annulé quand le « Spirit of America » n'a pas réussi à trouver davantage de soutien.